# Municipio de Aglona
El municipio de Aglona (en Letón: Aglonas novads) fue un municipio de la República de Letonia, localizado en el sudoeste de dicho país báltico. Fue creado durante el año 2009 después de una reorganización territorial. La capital es la villa de Aglona.
El 1 de julio de 2021, el municipio de Aglona dejó de existir. La parroquia de Aglona se fusionó con el municipio de Preiļi, y la parroquia de Grāveri, la parroquia de Kastuļina y la parroquia de Šķeltova se fusionaron con el municipio de Krāslava.

## Ciudades y zonas rurales
- Aglonas pagasts (zona rural)
- Grāveru pagasts (zona rural)
- Kastuļinas pagasts (zona rural)
- Šķeltovas pagasts (zona rural)

## Población y territorio
Su población se encuentra compuesta por un total de 4.561 personas (2009). La superficie de este municipio abarca una extensión de territorio de unos 392,7 kilómetros cuadrados. La densidad poblacional es de 11,61 habitantes por cada kilómetro cuadrado.